# Festa no Céu
Festa no Céu é o quarto álbum de estúdio da Banda Azul, lançado em 1995 em CD. Diferentemente de todos os trabalhos anteriores, a sonoridade deste sofre uma grande transformação, mudando do rock cristão e o pop, aos quais eram os gêneros principais para influências do axé music e outros ritmos brasileiros. Foi o último trabalho da banda antes de entrar por um longo hiato a qual durou dezesseis anos.

## Faixas
1. "Festa no Céu"
2. "Jangadeiro"
3. "Canto da Bahia"
4. "Crer pra Ver"
5. "Labirinto"
6. "Grande Dia"
7. "Prefixo da Bênção"
8. "Queremos Paz"
9. "Celebremos (medley)"
10. "Reflexões"
11. "Eu tô…"

## Ficha técnica
- Guilherme Praxedes - Vocal e Teclado
- Moisés di Souza - Baixo e vocal
- Ruben Di Souza - Teclado
- Dudu Guitarra - Guitarra
- Dudu Batera - Bateria